# Colocleora collenettei
Colocleora collenettei là một loài bướm đêm trong họ Geometridae.